# Christian Beullac
Christian Beullac (* 29. November 1923 in Marseillan (Hérault); † 16. Juni 1986) war unter anderem von 1978 bis 1981 französischer Bildungsminister.
Nach einer Schulausbildung in Nizza und Grenoble besuchte Beullac 1943 die polytechnische Schule und machte dann ein Diplom an der Höheren Schule für das Elektrizitätswesen sowie beim Institut für politische Studien in Paris. In der Folge war er stellvertretender Direktor für das Elektrizitätswesen im Industrieministerium (1949–1952), Generalreferent der Energiekommission für den 2. Dreijahresplan (1952–1954) und schließlich Attaché des Industrieministers für Energiefragen (1954–1955). 1955 ging er in die höhere Verwaltung des Renault-Konzerns, dessen Generaldirektor er 1976 wurde. Unter Raymond Barre war er zunächst Arbeitsminister, wechselte aber am 5. April 1978 in das Bildungsministerium, dessen Chef er bis zum 22. Mai 1981 blieb. Aufgrund seiner Biographie wundert es nicht, dass er bestrebt war, das Schulwesen für Einflüsse aus der Wirtschaft zu öffnen, zugleich stärkte er die Autonomie der Bildungseinrichtungen durch die so genannten Projets d'Actions Culturelles, Techniques et Educatives (PACTE). 
| Personendaten    | Personendaten                  |
| ---------------- | ------------------------------ |
| NAME             | Beullac, Christian             |
| KURZBESCHREIBUNG | französischer Bildungsminister |
| GEBURTSDATUM     | 29. November 1923              |
| GEBURTSORT       | Marseillan (Hérault)           |
| STERBEDATUM      | 16. Juni 1986                  |